# Шутценбергер, Поль Рене
Рене-Поль Шутценбергер (фр. Paul-René Schützenberger; 29 июля 1860, Мюлуз — 31 декабря 1916, Париж) — французский художник.

## Биография
Родился в семье известных эльзасских пивоваров, в городе Мюлуз. Его отец Поль Шутценбергер (1829—1897) — французский химик. Художник Луи-Фредерик Шутценбергер (1825—1903) был его двоюродным дядей.
Рене-Поль обучался в Академии Жюлиана у Жана-Поля Лорана.
Начал выставляться в парижском Салоне французских художников с 1889 года, в салоне Общества Независимых Художников (фр. Société des Artistes Indépendants) с 1902 года и в парижском Национальном Обществе Изящных Искусств (фр. Société Nationale des Beaux-Arts) с 1907 года. В 1891 году женился на писательнице и художественном критике Андре-Мари Булан.
Рене Шутценбергер получил почетное упоминание на Салоне в 1897 году и на Всемирной выставке в Париже 1900 года.
Он практиковал жанровую живопись, портреты и пейзажи. Его стиль близок к движению постимпрессионизма и находился под влиянием группы художников Наби, большинство из которых также проходили обучение в Академии Жюлиана.

## Работы

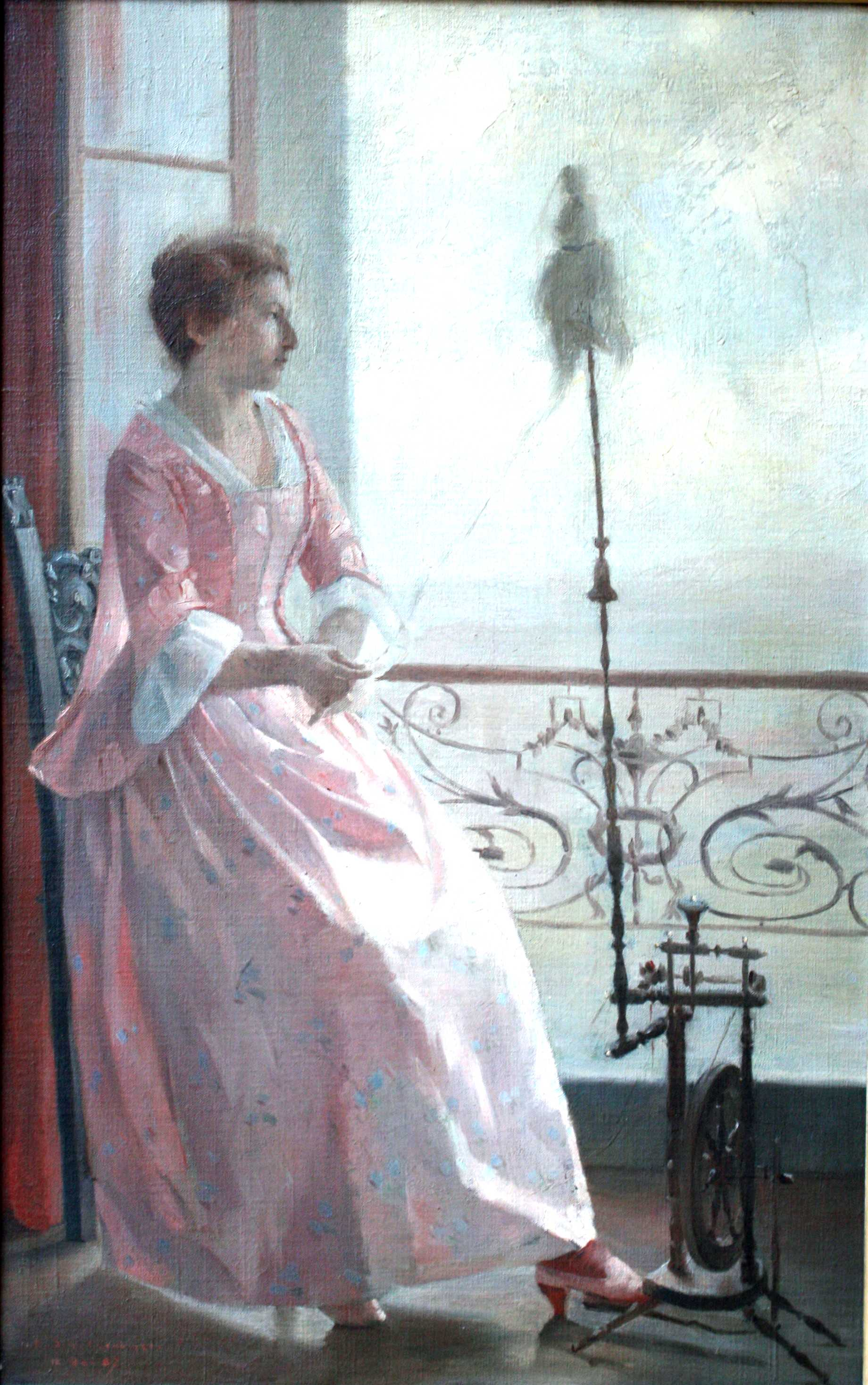
À côté de la fenêtre (12 may, 1887)
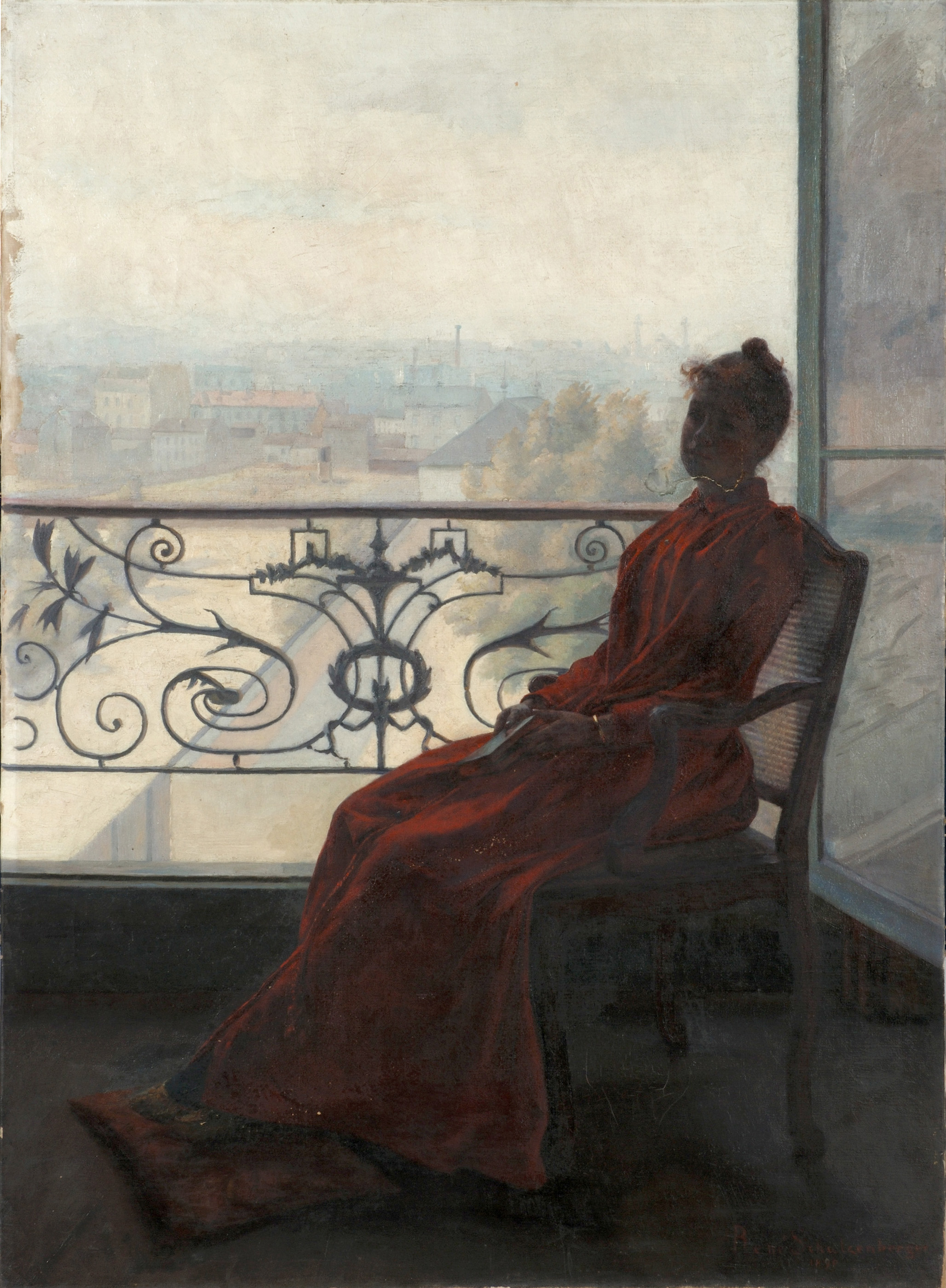
Reader at the Window (1890)
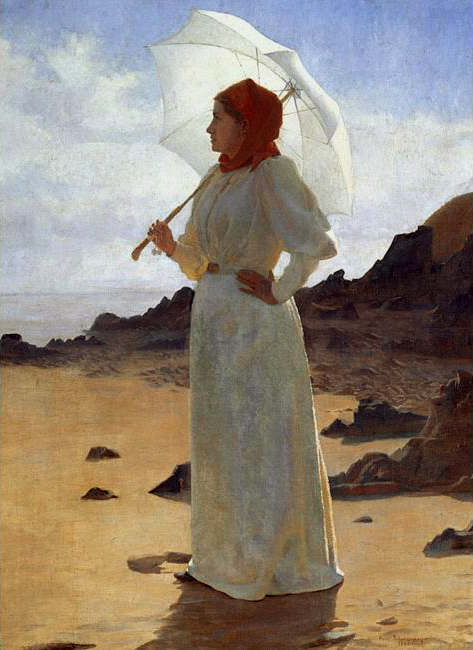
La Femme en blanc (1895)
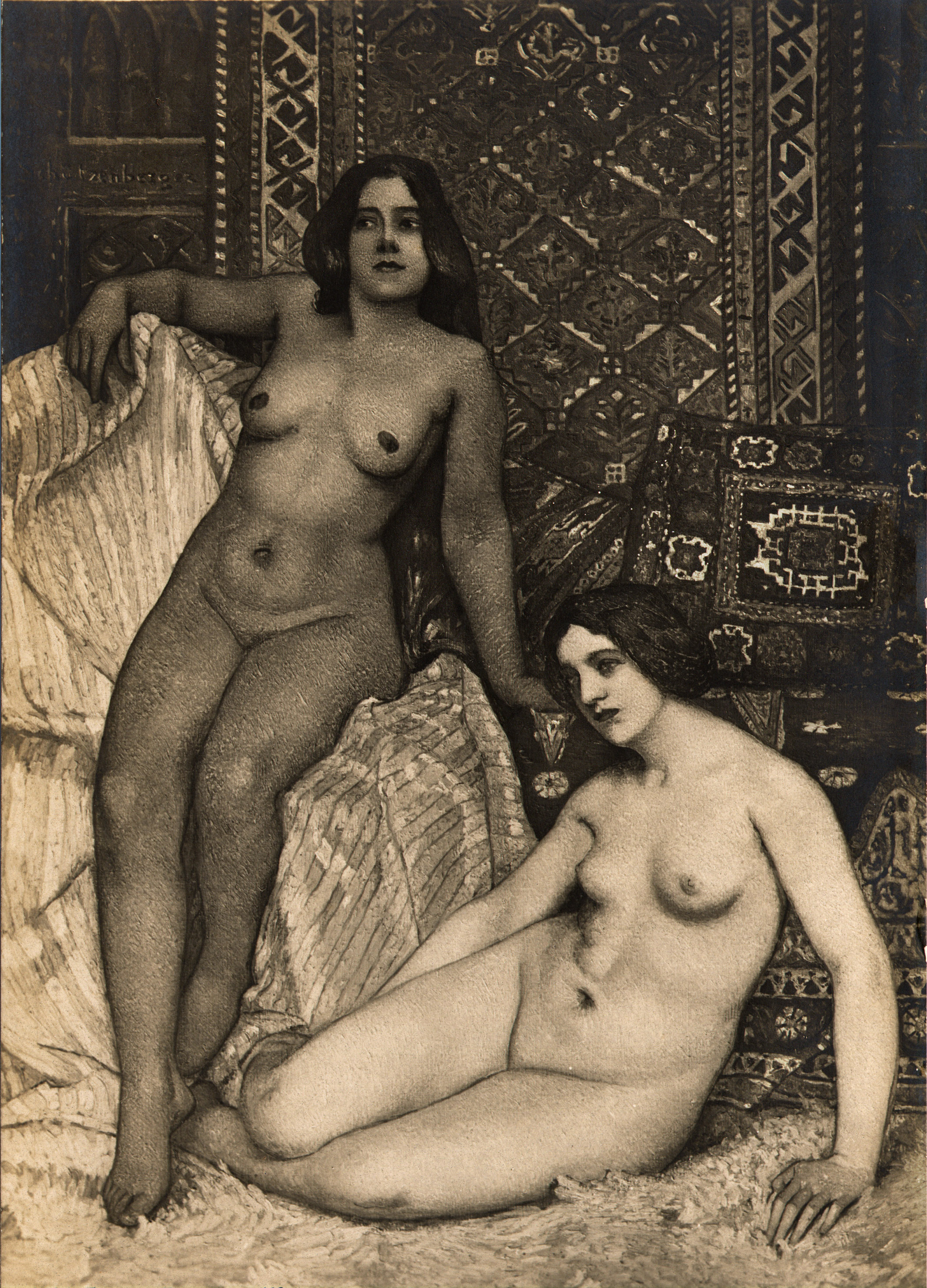
La Bataille (1909)
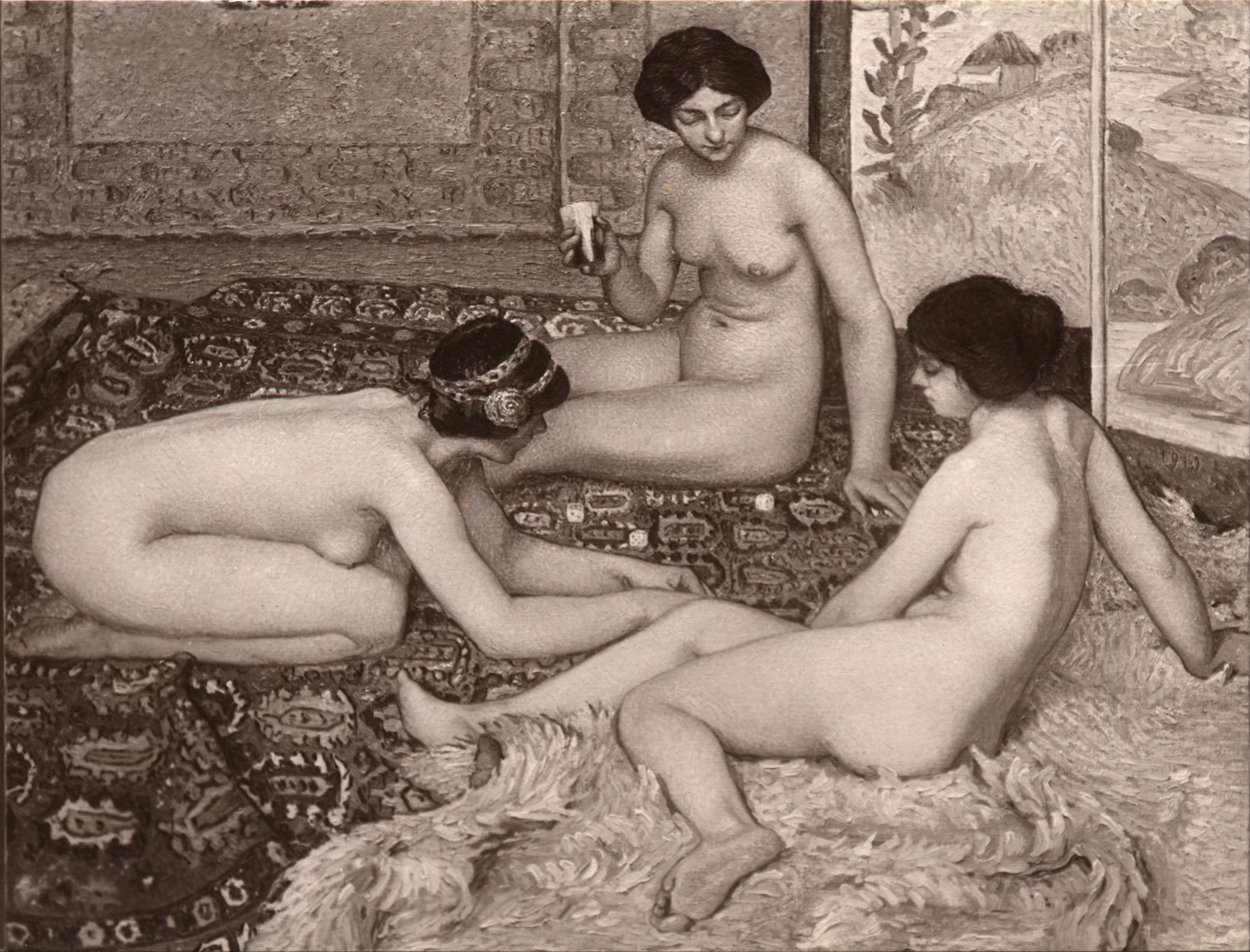
La Partie de Dés (1910)
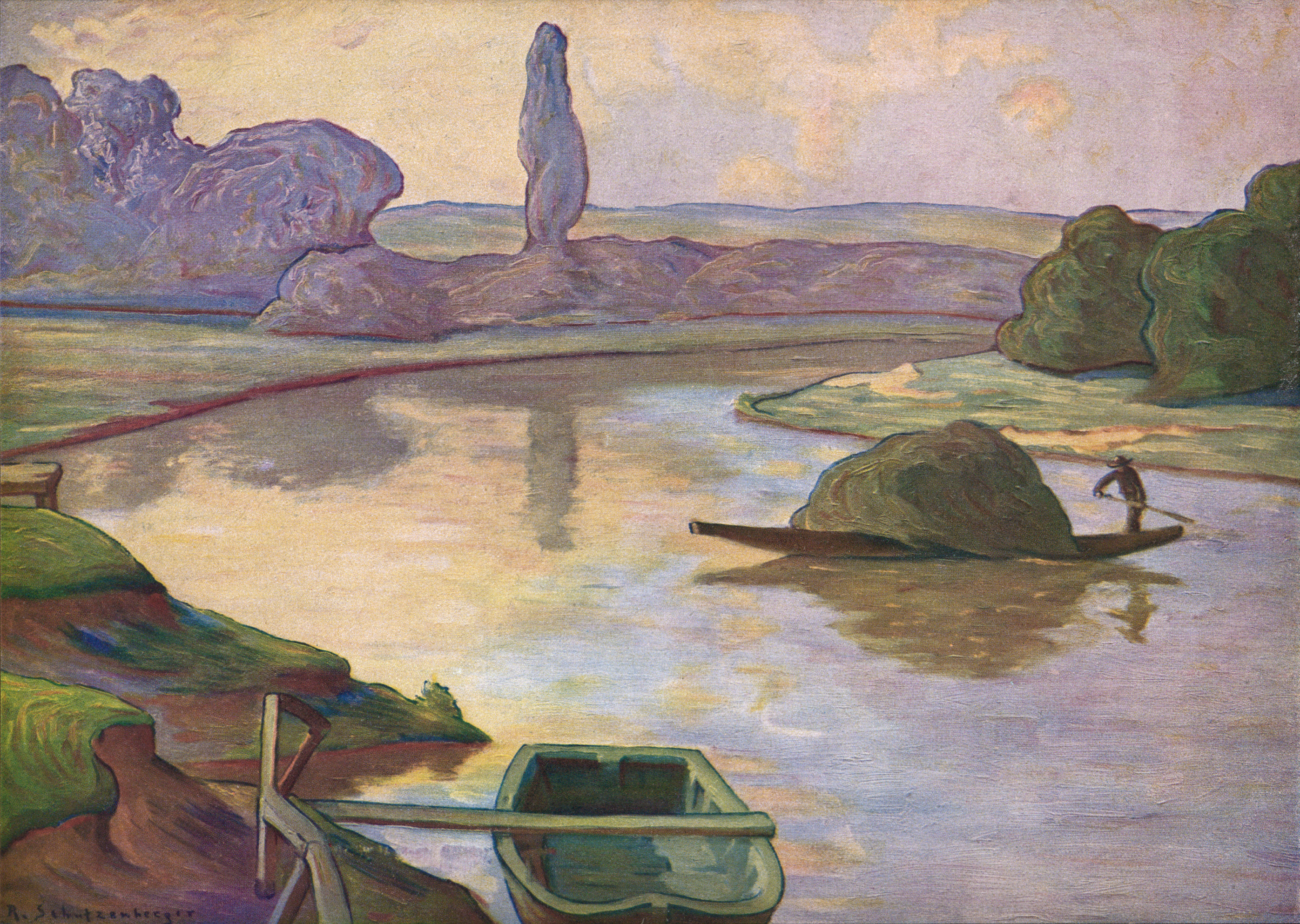
Les Iles du Rhin près de Strasbourg
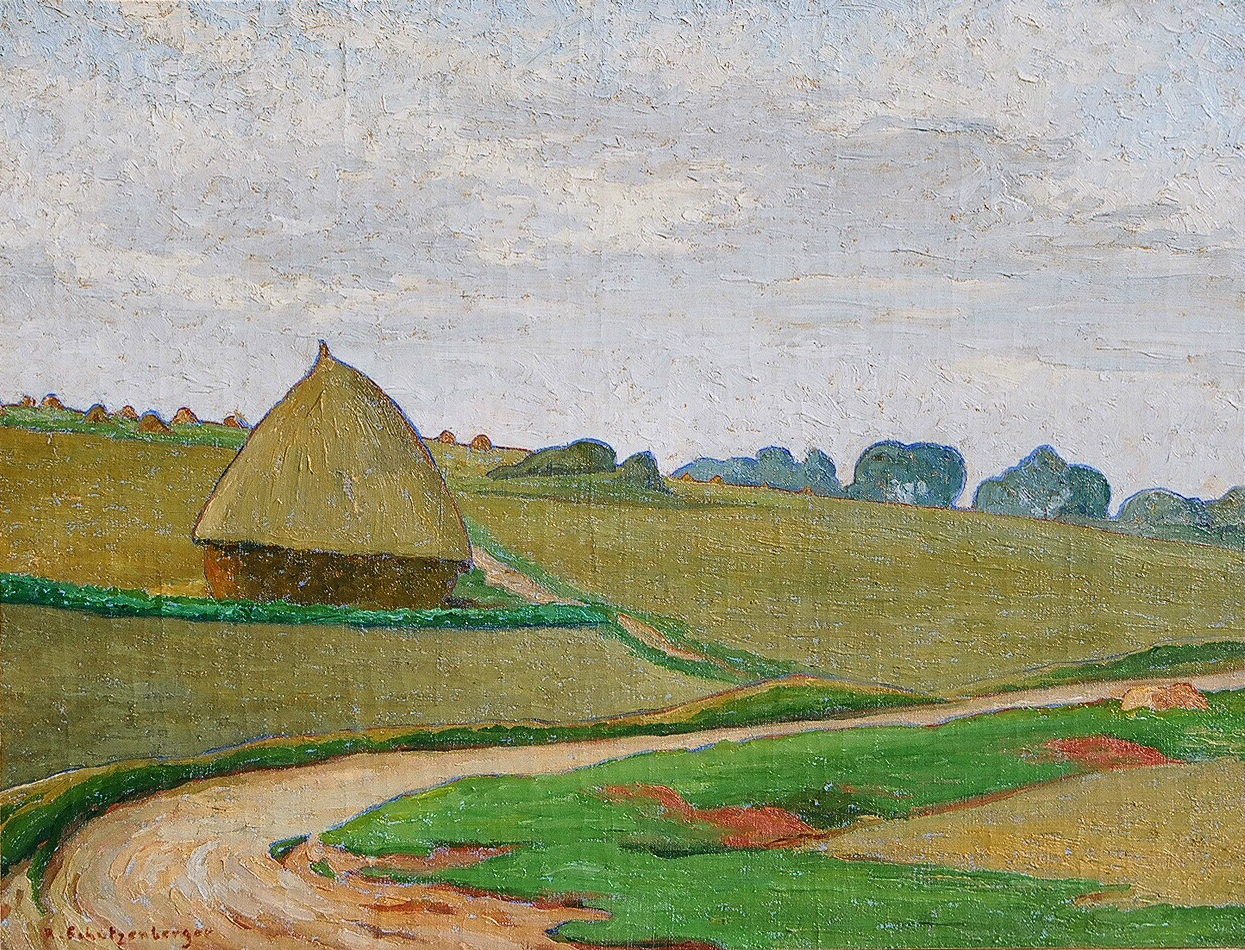
Paysage à la meule